# نیسان رونیز

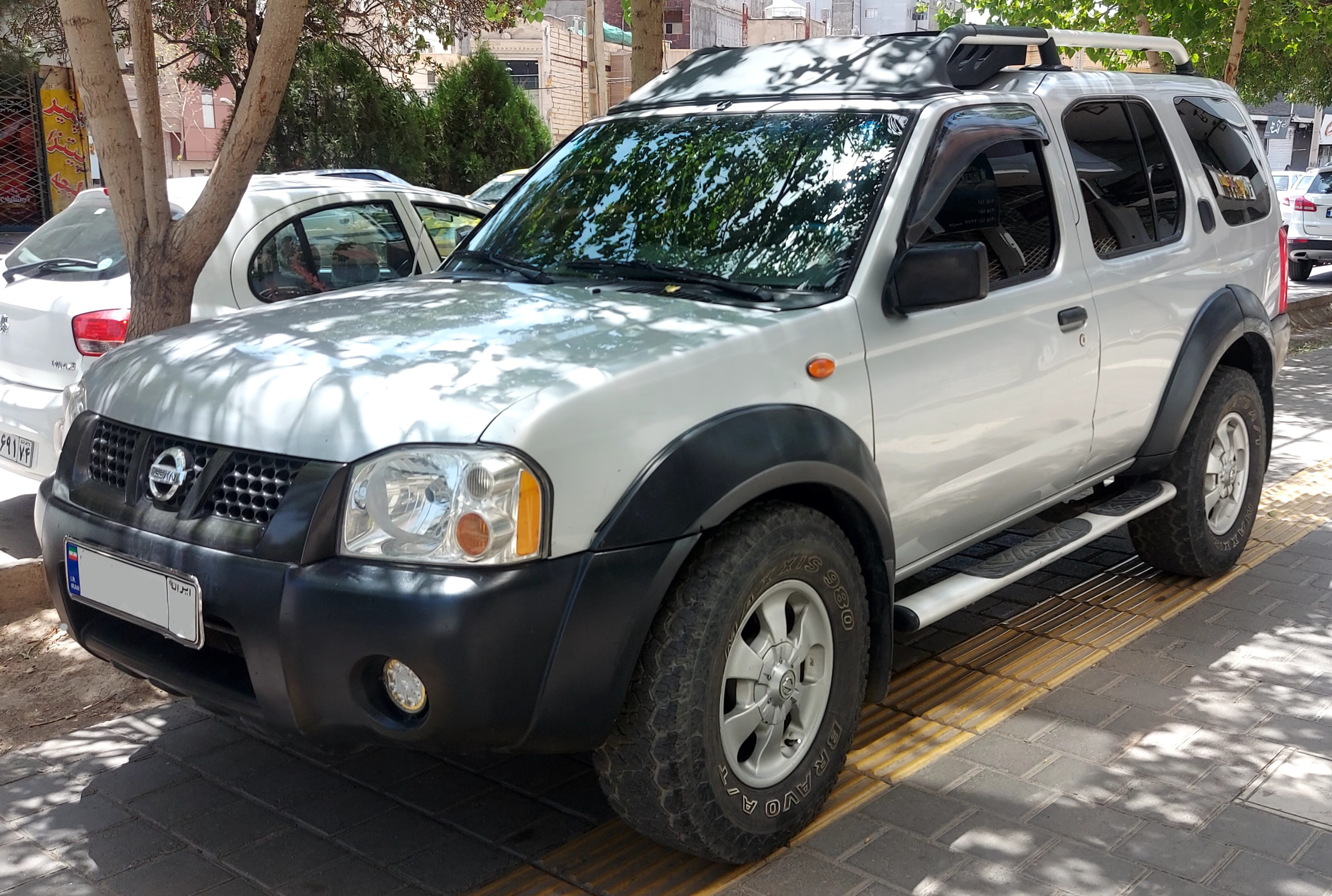
نیسان رونیز

نیسان رونیز که در بازار چین نیسان پالادین نام دارد، نسخه تغییر یافته‌ای از خودروی نیسان اکسترا است و از جمله اس‌یووی‌های ساخته شده بر روی پلت‌فرم اف-آلفا نیسان است. نام رونیز از یک روستا از توابع شهر استهبان در استان فارس گرفته شده‌است.

## تاریخچه
شرکت نیسان ژاپن خودرویی با یک شاسی مستقل و قدرتمند تولید می‌کند که در قاره آمریکا هم فروش خوبی را رقم زد. سپس اکسترا با نام پالادین سر از چین درمی‌آورد. شرکت دانگ فنگ به عنوان شریک تجاری نیسان در چین، با کمی تغییرات (که با ضعیف شدن همراه بود)، این خودرو را مونتاژ می‌کند و بعد از آن این خودرو با نام رونیز توسط پارس خودرو در ایران مونتاژ می‌شود. خودرویی که در سال‌های ۱۳۸۲ تا ۱۳۸۹ تولید شد و در ابتدا بسیار لوکس و گران بود. ولی بعد از مدتی از دور افتاد ولی عاشقان طبیعت گردی از سال‌های حدود ۱۳۹۲–۱۳۹۱ به این خودرو تمایل پیدا کردند و این خودرو توانست نیازهای آفرودی را تأمین کند و دوباره مورد اقبال قرار گیرد.